# Осемдесет и осми пехотен полк
Осемдесет и осми пехотен полк е български пехотен полк, формиран през 1917 година и взел участие в Първата световна война (1915 – 1918).

## История
Осемдесет и осми пехотен полк е формиран на 31 юли 1917 в село Довище от 10-а погранична дружина, 2-ра дружина от 12-и пехотен балканскиполк и 4-та дружина от 23-ти пехотен шипченски полк. Влиза в състава на 8-а пехотна тунджанска дивизия с която участва в Първата световна война (1915 – 1918). През октомври 1918 се завръща в Свиленград и е демобилизиран и разформирован.

## Командири
Званията са към датата на заемане на длъжността.
| №  | звание       | име          | дати                 |
| -- | ------------ | ------------ | -------------------- |
| 1. | Подполковник | Тодор Петров | Първа световна война |